# Bentley Java
La Bentley Java est un concept-car unique présenté au Salon de Genève 1994. Il a été conçu par Roy Axe of Design Research Associates.
Bien qu'il ne s'agisse que d'une voiture d'exposition, 18 ont été produites et vendues à Mohammed Mandari puis revendues au sultan Hassanal Bolkiah Mu'izzaddin Waddaulah, l'actuel Sultan et Yang Di-Pertuan du Brunei Darussalam. Il s'agissait de 6 coupés, 6 cabriolets, 6 breaks. Ils ont été construits sur une plate-forme BMW Série 5. Le moteur a été modifié par Cosworth.
Le concept Java a finalement été réalisé sous la forme d'une Bentley Continental GT, une Bentley Continental GT plus petite, moins chère, plus attrayante et produite en plus grand nombre. Certains éléments de conception, tels que la forme du tableau de bord, ont été repris sur la Continental GT.